# Faluddens fyr
Der Leuchtturm Faluddens fyr wurde 1867 als zehneckiger Gusseisenturm gebaut und ist weiß gestrichen. Der Leuchtturm zwischen Hoburgen und Östergarnsholm wurde als erforderlich angesehen, weil es mehrere Schiffsunglücke in der Umgebung gegeben hatte. Er liegt im militärischen Sperrgebiet und kann nicht besucht werden.
Das schwedische Seeschifffahrtsamt (schwedisch Sjöfartsverket) stellte den Leuchtturm im April 2009 außer Dienst. Seit dem 5. April 2018 ist der Leuchtturm wieder in Betrieb.